# Phyllis Dillon
Phyllis Dillon (* 27. Dezember 1944 in Linstead, St. Catherine; † 15. April 2004 in Long Island, USA) war eine jamaikanische Sängerin. Sie gehörte in den 1960ern zu den ersten Frauen, die im jamaikanischen Musikgeschäft erfolgreich waren und wurde auch „Queen of Rocksteady“ genannt.

## Werdegang
Phyllis Dillon wurde 1944 – nach anderen Angaben 1948 oder 1945 – im ländlichen Linstead geboren, wo sie auch ihre Jugend verbrachte. Dort sammelte sie erste musikalische Erfahrungen in Schul- und Kirchenchören, später auch mit ihrer ersten Band, den Vulcans. Bei einem Auftritt in Kingston wurde sie von Gitarrist Lynn Taitt entdeckt, einem Sessionmusiker von Duke Reids Label Treasure Isle. Dillon unterschrieb 1965 bei Reid und im folgenden Jahr nahm sie – produziert von Reid – Don’t Stay Away auf. Die Single hatte durchschlagenden Erfolg auf Jamaika und wurde Dillons größter Hit. In den folgenden Jahren brachte sie mit One Life to Live, The Love That a Woman Can Give a Man, Perfidia, Rock Steady und Don’t Touch My Tomato weitere erfolgreiche Singles heraus. Auch mit Alton Ellis und Hopeton Lewis (Right Track, Walk Through This World With Me und Love Was All We Had) gesungene Duette trugen zu ihrer Popularität bei.
Weil sie etwas anderes als Musik machen wollte, zog sie im Dezember 1967 nach New York in den USA um, wo sie nach einer Weile eine Anstellung bei einer Bank fand. In den ersten Jahren kehrte sie zweimal jährlich nach Jamaika zurück, um mit Reid Songs aufzunehmen und in Kingstoner Clubs aufzutreten. Auch als sich der Rocksteady-Sound zum Reggae weiterentwickelte, vollzog sie den Wandel mit und blieb erfolgreich. Mitte der 1970er zog sie sich aus dem Musikgeschäft zurück und widmete sich ganz ihrer Familie. Erst in den 1990ern versuchte und schaffte sie ein Comeback.
Anfang der 2000er Jahre wurde bei ihr Krebs diagnostiziert. Sie erlag ihrer Krankheit am 15. April 2004.

## Diskographie (Auswahl)
- Don’t Stay Away (Single, 1966)
- One Life to Live (Album, 2000, Creole Down Home Records)